# Гибель тургруппы Дятлова
Гибель тургруппы Дя́тлова — трагическое происшествие в окрестностях горы Холатчахль на севере Свердловской области в начале 1959 года (наиболее вероятно, в ночь на 2 февраля).
Группа из девяти туристов под руководством Игоря Дятлова, совершавшая лыжный поход по Северному Уралу, погибла в полном составе (единственный выживший участник похода, Юрий Юдин, сошёл с маршрута по болезни 28 января). По результатам официального расследования, происшествие было признано несчастным случаем, вызванным стихийной силой. Однако из-за отсутствия точных сведений об обстоятельствах гибели группы журналистами и исследователями-энтузиастами было создано множество альтернативных версий причин происшествия, которые до настоящего времени продолжают привлекать внимание публики. Неудовлетворённость родственников погибших и общественности привела к проверке уголовного дела шестидесятилетней давности Генеральной прокуратурой России с целью уточнения причин гибели туристов.
В память о погибшей тургруппе расположенный неподалёку перевал получил название «перевал Дятлова», из-за чего в современных источниках происшествие часто ассоциируется с этим перевалом. В частности, в англоязычных публикациях оно известно как Dyatlov Pass Incident.

## Подготовка похода

### Проект похода
Поход приписанной к спортклубу УПИ группы туристов под руководством Игоря Дятлова был посвящён XXI съезду КПСС.
За 16 или 18 дней участники похода должны были преодолеть на лыжах не менее 300 км по северу Свердловской области и совершить восхождения на две вершины Северного Урала: Отортен и Ойка-Чакур. Поход относился к третьей (высшей) категории трудности по классификации спортивных турпоходов, применявшейся в конце 1950-х годов. Проект похода был утверждён Городской маршрутной комиссией при Свердловском комитете по физической культуре и спорту 8 января 1959 года.

### Состав группы
Состав группы в процессе подготовки к походу менялся. В проекте похода, который Дятлов представил маршрутной комиссии, перечислено 13 человек. Четверо из них (Вишневский Ю. Н., Попов Н. П., Биенко В. И. и Верхотуров Ю.) в конечном итоге в поход не пошли.

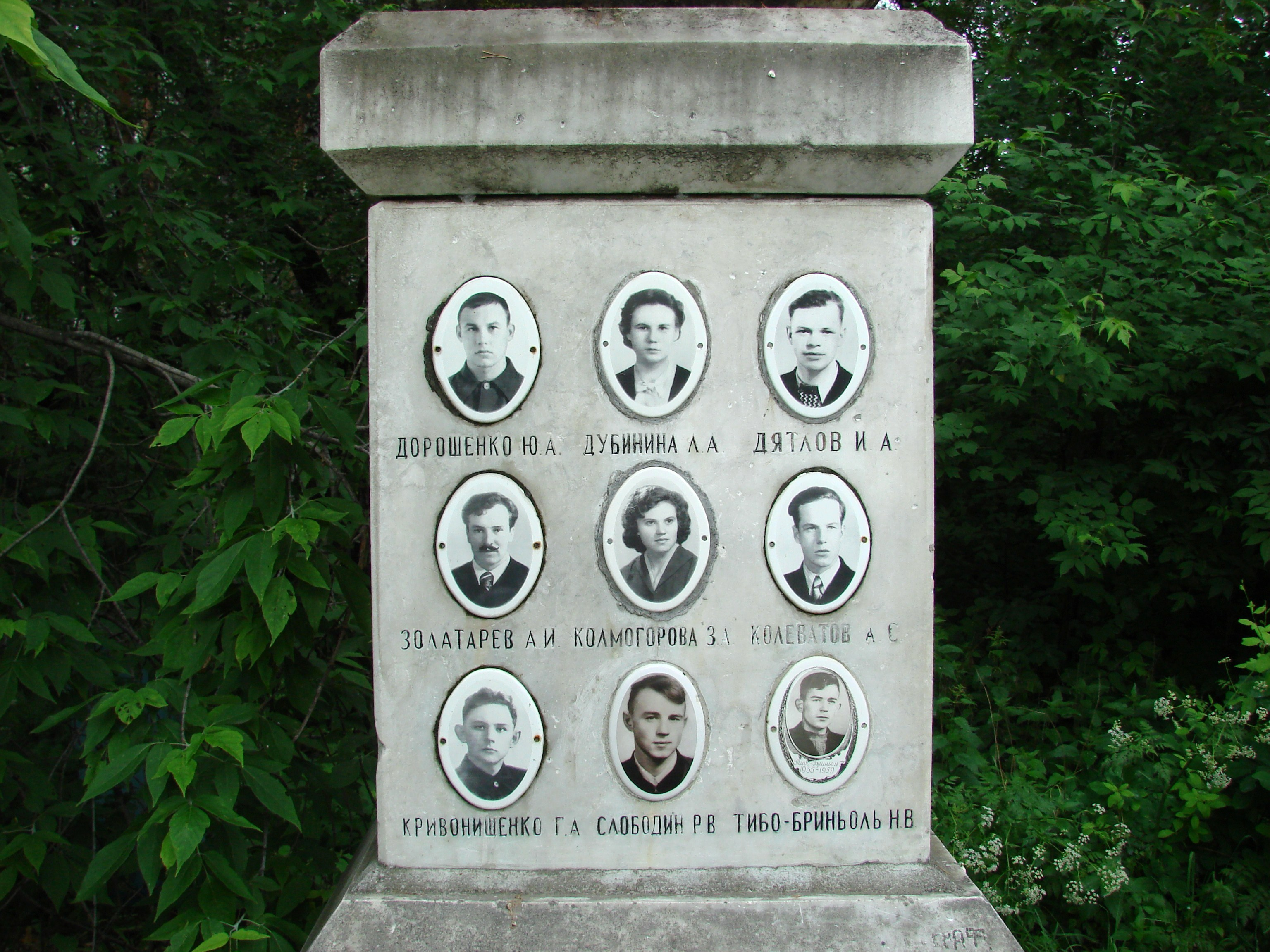
Фото членов тургруппы на памятнике. Инициалы и фамилия Золотарёва, а также инициалы Дорошенко выбиты с ошибками.

К 23 января в группу был включён Семён Золотарёв. Ранее он планировал участвовать в походе другой тургруппы спортклуба УПИ (под руководством Сергея Согрина), но предпочёл перейти в группу Дятлова из-за меньшей продолжительности их похода.
В окончательном варианте состав группы Дятлова оказался следующим:
1. И́горь Алексе́евич Дя́тлов (13 января 1936 — февраль 1959), руководитель похода, студент 5-го курса радиотехнического факультета;
2. Ю́рий Никола́евич Дороше́нко (29 января 1938 — февраль 1959), студент 4-го курса радиотехнического факультета;
3. Людми́ла Алекса́ндровна Дуби́нина (12 мая 1938 — февраль 1959), студентка 4-го курса строительного факультета;
4. Семён (Алекса́ндр)[Комм. 2] Алексе́евич Золотарёв (2 февраля 1921 — февраль 1959), инструктор Коуровской турбазы, выпускник Института физической культуры Белорусской ССР (1950 года);
5. Алекса́ндр Серге́евич Колева́тов (16 ноября 1934 — февраль 1959), студент 4-го курса физико-технического факультета;
6. Зинаи́да Алексе́евна Колмого́рова (12 января 1937 — февраль 1959), студентка 5-го курса радиотехнического факультета;
7. Гео́ргий (Ю́рий)[Комм. 3] Алексе́евич Кривони́щенко (7 февраля 1935 — февраль 1959), выпускник строительного факультета (1957 года), прораб в строительном тресте при секретном комбинате № 817 в Челябинске-40, свидетель и участник ликвидации последствий Кыштымской аварии[10];
8. Русте́м Влади́мирович Слободи́н[Комм. 4] (11 января 1936 — февраль 1959), выпускник механического факультета (1958 года), инженер закрытого «п/я 10»[12] (СвердНИИХИММАШ[13]);
9. Никола́й Влади́мирович Тибо́-Бриньо́ль[Комм. 5] (5 июня 1935 — февраль 1959), выпускник строительного факультета (1958 года), инженер;
10. Ю́рий Ефи́мович Ю́дин (19 июля 1937 — 27 апреля 2013), студент 4-го курса инженерно-экономического факультета.

Юрий Юдин выбыл из группы из-за болезни, вызвавшей сильную боль в ноге, перед выходом на активную часть маршрута, благодаря чему единственным из всей группы остался в живых. Он первым опознавал личные вещи погибших, он же опознал трупы Слободина и Дятлова. В дальнейшем он не принимал активного участия в расследовании трагедии. В 1990-е годы был заместителем главы Соликамска по экономике и прогнозированию, председателем городского туристического клуба «Полюс». Умер 27 апреля 2013 года и 4 мая, согласно своей последней воле, был похоронен в Екатеринбурге на Михайловском кладбище рядом с семью другими участниками похода.

### Характеристика группы, снаряжения и маршрута похода
Квалификация членов группы и Дятлова как её руководителя по действовавшим на 1959 год нормам позволяла группе идти в лыжный поход третьей категории трудности. Лично знавшие участников похода члены спортклуба УПИ характеризовали группу Дятлова как весьма опытную и смелую. Мастер спорта по туризму Е. В. Буянов на основе воспоминаний товарищей о дятловцах пришёл к выводу, что они «были достаточно сильными и отважными, чтобы в аварийной ситуации действовать на пределе сил и превозмогая боль».
Снаряжение группы было обычным для самодеятельного туризма того времени. В ходе расследования гибели группы высказывались негативные оценки качества доступного снаряжения: промышленность СССР не производила подходящих для зимнего туризма лыж, палаток, спецодежды, пищевых концентратов. Использовавшееся туристами снаряжение имело излишний вес, слабую защиту от холода и ветра, значительную изношенность. Сестра Александра Колеватова критиковала недостаточное финансирование похода профкомом УПИ и ограничения на выдачу снаряжения, из-за которых группа не получила куртки-штормовки. Отсутствие у группы средств связи объяснялось отсутствием в продаже радиостанций приемлемого веса и радиуса действия для использования в походе по малонаселённой местности.
Район, по которому пролегал маршрут похода, туристы трудным не считали. Е. П. Масленников, член городской маршрутной комиссии, отмечал, что походы второй и третьей категорий трудности по Северному Уралу проводились уже в течение нескольких лет. Совсем иное мнение в ходе расследования происшествия высказывали родственники погибших. Они считали длительный автономный поход по неразведанной ненаселённой местности с тяжёлыми погодными условиями неоправданно опасным, указывали на нарушение контролирующими спортивными организациями инструкций по наблюдению за группами туристов на маршрутах. Местные жители также указывали на опасные природные явления в горах в зимнее время: сильные продолжительные ветры, смерчи, снежные лавины на западных склонах Уральского хребта.
Опытный следователь и альпинист С. Я. Шкрябач в 2015 году назвал оценку уровня подготовки группы Дятлова значительно завышенной, особенно в части готовности к экстремальным ситуациям в походе. Он считает, что в отсутствие у группы альпинистского снаряжения и навыков, средств связи и подробных карт местности (которые в то время были засекречены) зимний поход по Уральским горам имел авантюрный характер. По мнению Шкрябача, успешно и в срок преодолеть намеченный маршрут группа Дятлова могла «лишь при достаточно благоприятных погодных условиях и везении».

## Поход

### Передвижение на транспорте
23 января группа Дятлова вместе с другой группой туристов из спортклуба УПИ под руководством Юрия Блинова выехала на поезде из Свердловска в Серов, куда прибыла утром 24 января. Туристов не допустили в помещение вокзала, поэтому на день они разместились в местной школе и провели встречу с её учениками. Вечером того же дня обе группы выехали на поезде в Ивдель и около полуночи прибыли на станцию назначения.
Утром 25 января туристы на автобусе выехали в посёлок Вижай, куда прибыли около 14:00. Здесь дятловцы расстались с группой Блинова, маршрут которой из Вижая уходил в западном направлении, и остановились в местной гостинице, представлявшей собой «обычную избу на три окошка».
26 января в 13:10 группа Дятлова выехала на попутке (грузовике с открытым кузовом) в посёлок лесозаготовителей, находившийся в 41-м лесном квартале, куда прибыла около 16:30 и заночевала в комнате рабочего общежития.

### Лыжный поход
27 января туристы сложили рюкзаки на выделенную начальником лесучастка подводу (которую пришлось ожидать до 16 часов), встали на лыжи и отправились в заброшенный посёлок 2-го Северного рудника, входивший ранее в систему Ивдельлага. До посёлка они добрались в одиннадцатом часу вечера и заночевали в пустующем доме. В тот же день обнаружилось, что Юрий Юдин из-за боли в ноге не может продолжать поход. Тем не менее Юдин дошёл с группой до 2-го Северного, чтобы набрать в кернохранилище камней для института. Он считал причиной неожиданного недомогания поездку в открытом кузове и надеялся, что боль пройдёт до выхода на активную часть маршрута, но этого не произошло.
Утром 28 января Юдин, попрощавшись с группой и отдав товарищам свою часть общего груза и некоторые личные тёплые вещи, вернулся с подводой.
О дальнейших событиях известно лишь из обнаруженных дневниковых записей и фотографий участников похода.

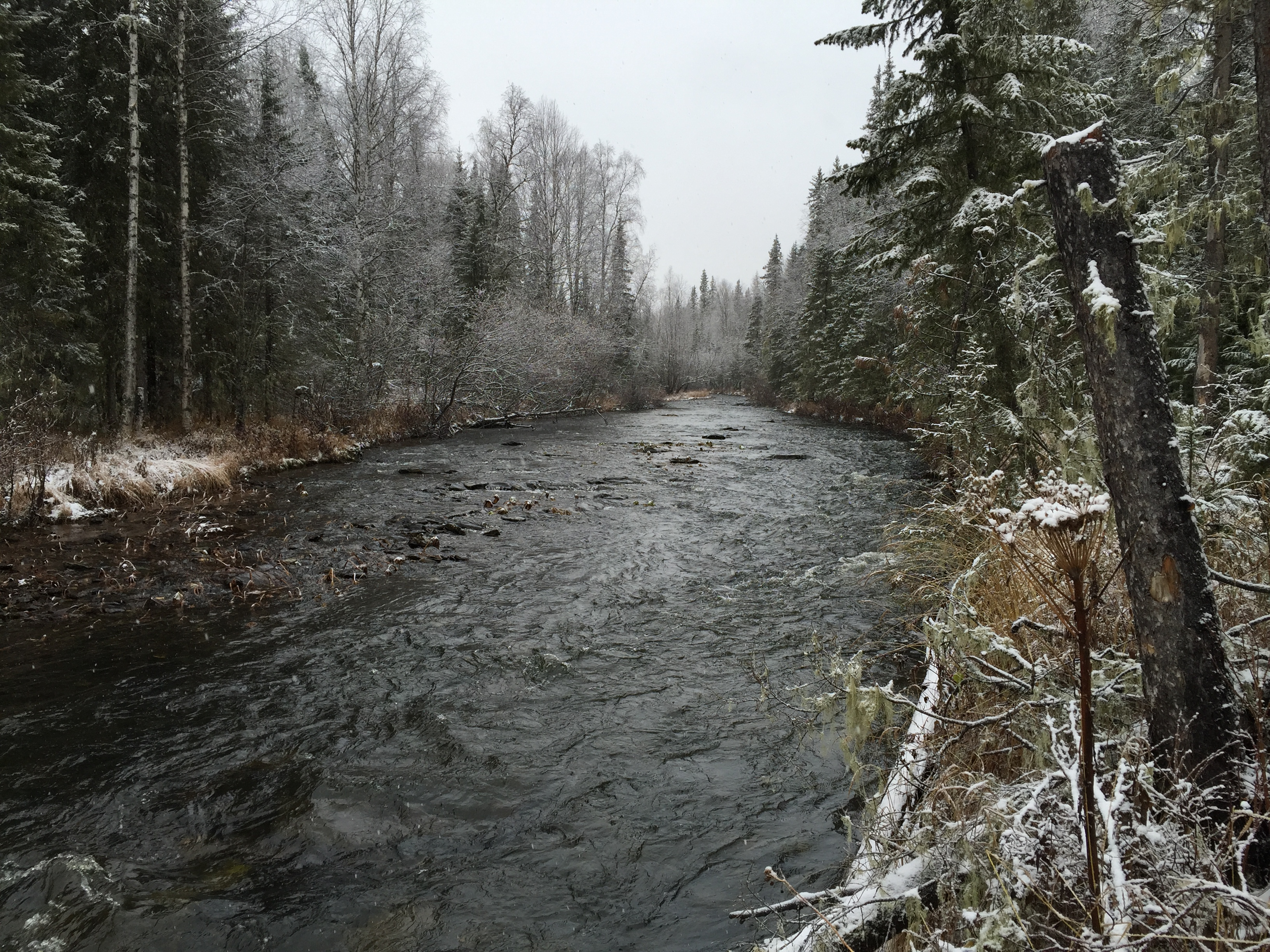
Река Ауспия, вдоль русла которой продвигались туристы

28 января, выйдя из 2-го Северного, туристы прошли на лыжах вдоль реки Лозьвы и заночевали на её берегу.
29 января был совершён переход от стоянки на берегу Лозьвы к стоянке на её притоке Ауспии по тропе манси.
30 января группа продолжала продвигаться вдоль Ауспии по санно-оленьей тропе манси.
31 января дятловцы подошли к горе Холатчахль, в то время более известной как «высота 1079», и попытались подняться по склону, но из-за непригодности достигнутой безлесной местности для закладки лабаза, вечернего времени и сильного ветра были вынуждены спуститься снова в долину Ауспии и там заночевать.
1 февраля, оборудовав в долине Ауспии лабаз, группа вновь поднялась на склон горы Холатчахль, где и остановилась на ночлег недалеко от безымянного на тот момент перевала (на мемориальной плите, установленной в 1963 году, назван «имени группы Дятлова», на выпущенных позднее картах обозначается как «урочище Перевал Дятлова»).

### Ожидание возвращения группы
12 февраля группа должна была дойти до конечной точки маршрута — посёлка Вижай — и послать телеграмму в спортклуб УПИ, а 15 февраля — вернуться в Свердловск. Когда этого не случилось, первыми забеспокоились член бюро туристической секции Галина Радостева и брат Георгия Кривонищенко — Игорь. Вскоре к ним присоединились вернувшийся к этому времени из похода Юрий Блинов, Римма Колеватова (сестра Александра), родители Дубининой, Кривонищенко и Слободина. Руководители спортклуба и кафедры физвоспитания УПИ (Л. С. Гордо и А. М. Вишневский) ещё некоторое время ожидали возвращения группы, поскольку задержки групп на маршрутах случались и ранее. По утверждению Гордо, через Юрия Юдина в спортклуб было передано сообщение Дятлова о том, что группа планирует вернуться в Вижай не 12, а только 14—15 февраля. В ночь с 16 на 17 февраля удалось связаться с Вижаем по телефону, чтобы установить, возвращалась ли группа Дятлова из похода. Ответ был отрицательным.

## Поисковые работы

### Февраль — начало марта
Поисковые работы начались с уточнения маршрута, по которому отправилась группа Дятлова. Выяснилось, что маршрутную книжку Дятлов в спортклуб УПИ не сдавал, и никто точно не знает, какой маршрут выбрали туристы. Благодаря Римме Колеватовой, сестре Александра, маршрут был восстановлен и передан спасателям 19 февраля. В тот же день было согласовано использование для поисков пропавшей группы авиации, и утром 20 февраля в Ивдель вылетели председатель спортклуба УПИ Лев Гордо с опытным туристом, членом бюро турсекции УПИ, Юрием Блиновым. На следующий день они провели авиаразведку района поисков.
22 февраля турсекцией УПИ были сформированы 3 группы поисковиков из студентов и сотрудников УПИ, имевших туристский и альпинистский опыт, — группы Бориса Слобцова, Моисея Аксельрода и Олега Гребенника, которые на следующий день были переброшены в Ивдель. Ещё одну группу, под руководством Владислава Карелина, решили перебросить в район поисков прямо из похода. На месте к поискам присоединились военные — группа капитана Алексея Алексеевича Чернышова и группа оперативных работников с разыскными собаками под командованием старшего лейтенанта Моисеева, курсанты школы сержантов СевУралЛага под командованием старшего лейтенанта Потапова и группа сапёров с миноискателями под командованием подполковника Шестопалова. Также к поисковикам присоединились местные жители — представители родов манси Куриковых (Степан и Николай) и Анямовых из посёлка Суеватпауль («манси Суевата»), охотники братья Бахтияровы, охотники из Коми АССР, радисты с рациями для связи (Егор Неволин из геологоразведочной партии, Б. Ябуров). Руководителем поисков на данном этапе был назначен мастер спорта СССР по туризму Евгений Поликарпович Масленников (секретарь парткома ВИЗа, был «выпускающим» маршрутной комиссии по группе Дятлова) — он отвечал за оперативное руководство поисковыми отрядами на месте. Начальником штаба стал руководитель военной кафедры УПИ, полковник Георгий Семёнович Ортюков, в чьи функции входили координация действий гражданских и военных поисковых отрядов, управление полётами авиации в районе поисков, взаимодействие с областными и местными властями, руководством УПИ.
Наиболее перспективным для поисков был определён район от горы Отортен до Ойка-Чакура (по прямой между ними 70 км) как наиболее удалённый, сложный и потенциально самый опасный для туристов. Поисковые группы было решено высадить в районе горы Отортен (северные группы Слобцова и Аксельрода), в районе Ойка-Чакура (южная группа Гребенника) и в двух промежуточных точках между этими горами. В одной из точек, на водоразделе в верховьях рек Вишеры и Пурмы (примерно на полпути от Отортена до Ойка-Чакура), высадили группу Чернышова. Группу Карелина решили направить в район горы Сампалчахль ― в истоки реки Ниолс, в 50 км южнее Отортена, между группами Чернышова и Гребенника. Всем поисковым отрядам ставилась задача найти следы пропавшей группы — лыжные следы и следы стоянок, — выйти по ним к месту аварии и оказать помощь группе Дятлова. Первой была заброшена группа Слобцова (23 февраля), потом — Гребенника (24 февраля), Аксельрода (25 февраля), Чернышова (25—26 февраля). Ещё одна группа, в составе которой были манси и радист-геолог Егор Неволин, начала движение с низовьев Ауспии к её верховьям.
23 февраля, в ходе опроса охотников-манси, выяснилось, что есть свежие остатки стоянки какой-то туристской группы в долине реки Ауспии. В штабе поисков поняли, что это следы группы Дятлова (иной тургруппы в этих местах быть не могло), и двигалась она к Отортену не по долине Лозьвы (из чего исходили при начале поисков), а по долине Ауспии, правого притока Лозьвы. Группа Слобцова с Лозьвы повернула на юг, перевалила невысокий разделительный отрог и вышла через тайгу в верховье Ауспии. На её левом берегу спасатели обнаружили еле заметный лыжный след, сильно заметённый снегом, местами исчезающий. По данному следу провели разведку в нескольких направлениях: вниз и вверх по Ауспии и в сторону вершины Холатчахль. 25 февраля (по другим данным, 26 февраля) Борис Слобцов, его напарник Михаил Шаравин и охотник Иван Пашин выдвинулись в сторону перевала, через который лежал путь на Отортен. Вскоре, неожиданно для себя, они вышли к туристской палатке, которая находилась на склоне горы Холатчахль. Палатка лишь частично была видна из-под снега. Один из скатов оказался разрезан и порван. Людей — ни живых, ни мёртвых — в палатке не было. Найденные в ней вещи и документы свидетельствовали: это была палатка тургруппы Дятлова.

Место ночлега находится на Северо-Восточном склоне высоты 1079 в истоках реки Ауспии. Место ночлега находится в 300 м от вершины горы 1079 под уклоном горы 30°. Место ночлега представляет собой площадку, выравненную от снега, на дне которой уложены 8 пар лыж. Палатка растянута на лыжных палках, закреплена веревками, на дне палатки разосланы 9 рюкзаков с разными личными вещами участников группы, посланы сверху телогрейки, штурмовки, в головах 9 пар ботинок, обнаружены также брюки мужские, также валенки три пары, также обнаружены теплые меховые куртки, носки, шапка, лыжные шапочки, посуда, ведра, печка, топоры, пила, одеала, продукты: сухари в двух мешках, сгущенное молоко, сахар, концентраты, записные книжки, план маршрута и множество других мелких вещей и документов и фотоаппарат и принадлежности к фотоаппарату.— Протокол места обнаружения стоянки группы туристов тов. Дятлова Игоря 28 февраля 1959 года (Уголовное дело, т. 1, л. 2) (сохранена орфография оригинала)
Данный протокол составлен уже после того, как палатка была раскопана от снега, а вещи — частично разобраны. Более точное представление о состоянии палатки в момент обнаружения можно получить из протоколов допросов членов поисковой группы Слобцова.
Впоследствии при участии опытных туристов было установлено, что палатка была поставлена по всем туристским и альпинистским правилам.
Вечером того же дня к группе Слобцова присоединилась группа охотников-манси, двигавшаяся на оленях вверх по течению Ауспии вместе с радистом Е. Неволиным, который передал в штаб радиограмму о находке палатки. С этого момента в район поисков начали стягивать все группы, которые были задействованы на спасательных работах. Кроме того, к поисковикам присоединились прокурор Ивделя Василий Иванович Темпалов и молодой корреспондент свердловской газеты «На смену!» Юрий Яровой.

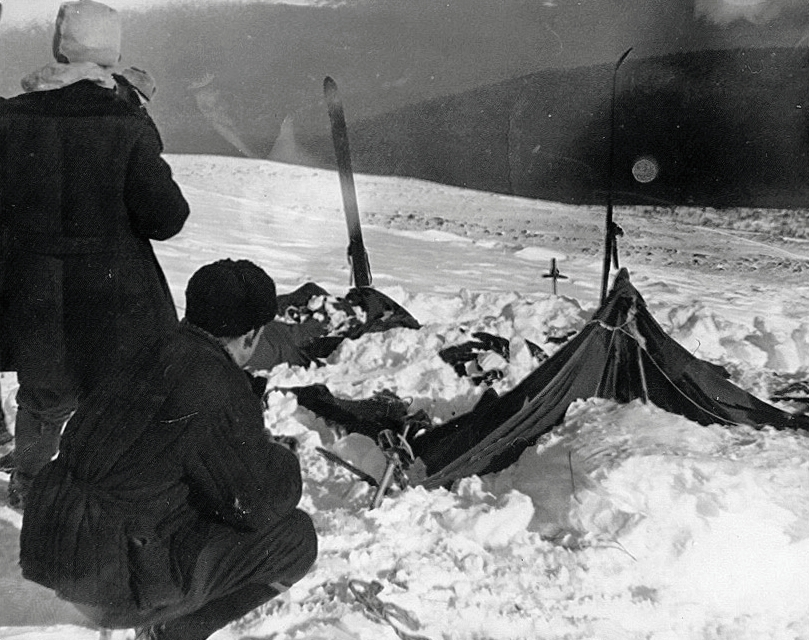
Частично раскопанная от снега палатка группы Дятлова. Слева от палатки поисковики Владислав Карелин (стоит) и Юрий Коптелов. Фото участника поисков А. С. Чеглакова (по другим сведениям, В. Д. Брусницына)

На следующий день, 26 или 27 февраля, поисковики из группы Слобцова, чьей задачей был выбор места для лагеря, обнаружили тела Кривонищенко и Дорошенко (последний сначала был ошибочно опознан как Золотарёв). Место обнаружения находилось по правую сторону от русла четвёртого притока Лозьвы, приблизительно в 1,5 км на северо-восток от палатки, под крупным кедром близ края леса. Тела лежали рядом друг с другом около остатков небольшого костра, который ушёл в снег. Спасателей поразило то, что оба тела были раздеты до нижнего белья. Дорошенко лежал на животе. Под его телом обнаружили 3—4 сучка кедра одной толщины. Кривонищенко лежал на спине. Вокруг тел были разбросаны мелкие вещи и обрывки одежды, частью обгоревшие. На самом кедре, на высоте до 4—5 метров, были обломаны ветки, часть из них лежала вокруг тел. По наблюдениям поисковика С. Н. Согрина, в районе кедра «было не два человека, а больше, так как проделана титаническая работа по заготовке дров, лапника. Об этом свидетельствует большое количество зарезов на стволах деревьев, сломанные ветки и ёлочки».
Практически одновременно с этим в 300 метрах от кедра вверх по склону в направлении палатки охотниками-манси было найдено тело Игоря Дятлова. Оно было слегка занесено снегом, полулежало на спине, головой в сторону палатки, приобнимая рукой ствол берёзки. На Дятлове были лыжные брюки, кальсоны, свитер, ковбойка, меховая безрукавка. На правой ноге — шерстяной носок, на левой — хлопчатобумажный. На лице Дятлова был ледяной нарост, означавший, что перед смертью он дышал в снег.
Вечером того же дня с помощью разыскной собаки было обнаружено тело Зинаиды Колмогоровой. Оно находилось под слоем плотного снега в 10 см, примерно в 330 метрах выше по склону от тела Дятлова. Колмогорова была тепло одета, но без обуви. На её лице были обнаружены признаки кровотечения из носа.
2 марта был найден лабаз тургруппы, который находился в лесу в 300 или 400 метрах от базового лагеря поисковиков и в 100 метрах от берега Ауспии.
Спустя несколько дней, 5 марта, в 180 метрах от места обнаружения тела Дятлова и 150 метрах от расположения тела Колмогоровой под слоем снега в 15—20 см с помощью железных зондов был найден труп Рустема Слободина. Он был также довольно тепло одет, на ногах было 4 пары носков, на правой ноге поверх них был валенок (второй валенок из этой пары был обнаружен в палатке). На лице Слободина был ледяной нарост и признаки кровотечения из носа.
Расположение трёх найденных на склоне тел и их позы указывали на то, что они погибли на обратном пути от кедра к палатке.
28 февраля была создана чрезвычайная комиссия Свердловского обкома КПСС во главе с заместителем председателя облисполкома В. А. Павловым и заведующим отделом обкома КПСС Ф. Т. Ермашом. В первых числах марта члены комиссии прибыли в Ивдель, чтобы официально возглавить поиски. 8 марта перед комиссией выступил руководитель поисков на перевале Е. П. Масленников с докладом о ходе и результатах поисков. Он высказал единодушное мнение поискового отряда, что поиски необходимо прекратить до апреля, чтобы дождаться усадки снега. Несмотря на это, комиссия решила продолжить поиски до нахождения всех туристов, организовав смену состава поискового отряда.

### Март — апрель
Поиски остальных членов группы велись на обширной территории. В первую очередь искали тела на склоне от палатки до кедра с помощью зондов. Также были исследованы перевал между вершинами 1079 и 880, хребет в сторону Лозьвы, отрог вершины 1079, продолжение долины четвёртого притока Лозьвы и долина Лозьвы на 4—5 км от устья притока. За это время несколько раз менялся состав поисковых групп, но поиски были безрезультатны. К концу апреля поисковики сосредоточили силы на исследовании окрестностей кедра, где толщина снежного покрова в ложбинах достигала 3 метров и более.

### Май
В первых числах мая снег начал интенсивно таять, в результате чего обнажились сорванные хвойные ветки и обрывки одежды. Участвовавшие в поисках манси обратили внимание на этот след и предложили раскопать в этом месте ложбину ручья. Проведённый раскоп позволил найти под толщей снега более 2,5 метров настил площадью около 3 м², сделанный из вершин 14 небольших пихт и одной берёзы. На настиле лежало несколько предметов одежды, расположение которых выглядело как «посадочные места» для четырёх человек.
4 мая при дальнейшем поиске в ложбине, примерно в шести метрах от настила вниз по течению ручья, под слоем снега от двух до двух с половиной метров были найдены тела остальных туристов. Сначала нашли Людмилу Дубинину в положении стоя на коленях с опорой грудью на уступ, образующий водопад ручья, головой против течения. Почти сразу после этого рядом с её головой обнаружили тела троих мужчин. Тибо-Бриньоль лежал отдельно, а Колеватов и Золотарёв — словно обнявшись «грудь к спине». На момент составления протокола обнаружения все трупы находились в воде и характеризовались как разложившиеся. В тексте протокола отмечена необходимость изъятия тел из ручья, поскольку они «могут в дальнейшем разложиться ещё больше и могут быть унесены ручьём, так как течение очень быстрое».
Относительно места этих находок в материалах уголовного дела имеются расхождения. В составленном на месте протоколе указано местоположение «от известного кедра в 50 метрах в ручье первом». А ранее отправленная радиограмма указывает юго-западное положение места раскопок относительно кедра, то есть близкое к направлению на брошенную палатку. Однако в постановлении о прекращении дела указано место «в 75 метрах от костра, по направлению к долине четвёртого притока Лозьвы, то есть перпендикулярно к пути движения туристов от палатки».

На трупах, а так же и нескольких метрах от них обнаружена одежда Кривонищенко и Дорошенко — брюки, свитры. Вся одежда имеет следы ровных разрезов, т.к. снималась уже с трупов Дорошенко и Кривонищенко. Погибшие Тибо-Бриньоль и Золотарев обнаружены хорошо одетыми, хуже одета Дубинина — ее куртка из искусственного меха и шапочка оказались на Золотареве, разутая нога Дубининой завернута в шерстяные брюки Кривонищенко. Около трупов обнаружен нож Кривонищенко, которым срезались у костра молодые пихты.
— Постановление о прекращении уголовного дела (уголовное дело, т. 1, л. 386). Сохранена орфография оригинала.
Найденные тела были переправлены на судебно-медицинское исследование в Ивдель, а поиски — свёрнуты.

### Организация похорон
По свидетельству Риммы Колеватовой, партийные работники Свердловского обкома КПСС и сотрудники УПИ предлагали хоронить погибших в Ивделе, в братской могиле с установкой обелиска. При этом разговоры проводились с родителями каждого туриста по отдельности, на просьбу решить вопрос на общем собрании последовал отказ. Настойчивая позиция родителей и поддержка секретаря обкома КПСС В. А. Куроедова позволили организовать похороны в Свердловске.
Первые похороны прошли 9 марта 1959 года при большом скоплении народа. В этот день на Михайловском кладбище похоронили Колмогорову и Дорошенко, а на Ивановском кладбище — Кривонищенко. Дятлова и Слободина похоронили на Михайловском кладбище 10 марта.
Похороны туристов, найденных в начале мая, состоялись 12 мая 1959 года. Троих из них — Дубинину, Колеватова и Тибо-Бриньоля — похоронили рядом с могилами их товарищей по группе на Михайловском кладбище. Золотарёв был похоронен на Ивановском кладбище рядом с Кривонищенко.

## Официальное следствие
Официальное следствие было начато после возбуждения уголовного дела прокурором города Ивделя Василием Ивановичем Темпаловым по факту обнаружения трупов 26 февраля 1959 года и велось в течение трёх месяцев. Темпалов же и начинал расследование причин гибели туристов — провёл осмотр палатки, мест обнаружения тел 5 туристов, а также допрос ряда свидетелей. С марта 1959 расследование было поручено прокурору-криминалисту Свердловской прокуратуры Льву Никитичу Иванову.
Следствием поначалу рассматривалась версия о нападении и убийстве туристов представителями коренной народности северного Урала манси. Под подозрение попали манси из родов Анямовых, Бахтияровых и Куриковых. Во время допросов они показали, что поблизости от места происшествия в начале февраля не были, студентов из тургруппы Дятлова не видели, а священная для них молельная гора находится в другом месте. Вскоре выяснилось, что разрезы, обнаруженные на одном из скатов палатки, сделаны не снаружи, а изнутри:

Характер и форма всех указанных повреждений свидетельствуют, что образовались они от соприкосновения ткани внутренней стороны палатки с лезвием клинка какого-то оружия (ножа).
— Акт криминалистической экспертизы № 199 (уголовное дело, т. 1, л. 304)
Вместе с этим, судебно-медицинское исследование пяти обнаруженных на начало марта тел не выявило у погибших смертельных травм и определило в качестве причины смерти замерзание. Поэтому подозрения с манси были сняты.
К настоящему времени наблюдения «огненных шаров» 17 февраля и 31 марта 1959 года сопоставлены с испытательными запусками межконтинентальной баллистической ракеты Р-7 с полигона Тюратам, имевшими целью полигон Кура на Камчатке. С гибелью группы Дятлова они связи не имеют. Надёжных свидетельств о наблюдении «огненных шаров» вблизи перевала Дятлова 1 или 2 февраля не имеется.
По утверждению работавшего в 1959 году в Ивдельской прокуратуре В. И. Коротаева, манси также сообщили, что видели ночью в небе странный «огненный шар», описали это явление и нарисовали его. В материалах уголовного дела зафиксировано, что 17 февраля «огненный шар» в небе видели многие жители Среднего и Северного Урала, в том числе туристы в районе водораздела рек Северная Тошемка и Вижай (в 50—60 км от места гибели группы Дятлова), а 31 марта «огненный шар» наблюдали участники поисков в окрестностях места происшествия.
Имея множественные свидетельства о странном небесном явлении, следователь Лев Иванов предположил, что оно может быть связано с гибелью группы Дятлова. Судебно-медицинское исследование найденных в мае тел обнаружило причинённые «воздействием большой силы» переломы костей. Иванов предположил, что эти туристы подверглись какому-то энергетическому воздействию, и направил их одежду и образцы внутренних органов в Свердловскую ГорСЭС на физико-техническую (радиологическую) экспертизу. По её результатам главный радиолог города Свердловска Левашов пришёл к следующим выводам:

1. Исследованные твёрдые биосубстраты содержат радиоактивные вещества в пределах естественного содержания, обусловленного Калием-40.
2. Исследованные отдельные образцы одежды содержат несколько завышенные количества радиоактивных веществ или радиоактивного вещества, являющегося бета-излучателем.
3. Обнаруженные радиоактивные вещества или радиоактивное вещество при промывке образцов одежды проявляют тенденцию к смыванию, то есть вызваны не нейтронным потоком и наведённой радиоактивностью, а радиоактивным загрязнением бета-частицами.

— Заключение эксперта (Уголовное дело, т. 1, л. 374)
Повышенная радиоактивность была обнаружена на небольших участках трёх предметов одежды. Измеренная на этих участках интенсивность бета-распада после пересчёта результата на площадь 150 см² составила:
- на коричневом свитере, найденном на Дубининой — 9900 распадов в минуту;
- на поясе свитера, найденном на Колеватове — 5600 распадов в минуту;
- на нижней части шаровар, найденных на Колеватове — 5000 распадов в минуту.

Из ответов эксперта на дополнительные вопросы следует, что загрязнение бета-излучателем до 5000 распадов в минуту со 150 см² считалось нормальным для людей, работающих с радиоактивными материалами. Левашов подтвердил предположение Иванова, что длительное промывание одежды водой ручья могло значительно снизить первоначальный уровень радиоактивного загрязнения на отдельных участках одежды, но при этом указал, что одежда могла промываться неравномерно.
Характер и уровень обнаруженной радиоактивности не могли объяснить травмы и гибель туристов. Данные радиологической экспертизы были изъяты из уголовного дела «как не имеющие отношения к делу» и в постановлении о прекращении дела не упомянуты.
28 мая 1959 года уголовное дело было прекращено за отсутствием состава преступления. В постановлении о прекращении дела Иванов сделал вывод, что трагедия произошла в ночь с 1 на 2 февраля. Основанием для этого послужили последние обнаруженные записи и фотокадры с плёнок участников похода:

«В одном из фотоаппаратов сохранился фотокадр (сделанный последним), на котором изображён момент раскопки снега для установки палатки. Учитывая, что этот кадр был снят с выдержкой 1/25 сек. при диафрагме 5,6 при чувствительности плёнки 65 единиц ГОСТ, а также принимая во внимание плотность кадра, можно считать, что к установке палатки приступили около 5 часов вечера 1.02.1959 года. Аналогичный снимок сделан и другим аппаратом.
После этого времени ни одной записи и ни одного фотоснимка не было обнаружено».
— Постановление о прекращении уголовного дела (Уголовное дело, т. 1, л. 385)
Иванов отметил, что туристы совершили две серьёзные ошибки, поставившие группу в невыгодное положение при суровых погодных условиях:

«…зная о трудных условиях рельефа высоты 1079, куда предполагалось восхождение, Дятлов, как руководитель группы, допустил грубую ошибку, выразившуюся в том, что группа начала восхождение 01.02.59 г. только в 15:00.
В последующем, по лыжне туристов, сохранившейся к моменту поисков, удалось установить, что, продвигаясь к долине четвёртого притока Лозьвы, туристы приняли на 500—600 м левее и вместо перевала, образуемого вершинами „1079“ и „880“, вышли на восточный склон вершины „1079“.
Это была вторая ошибка Дятлова.
Использовав остаток светового дня на подъём к вершине „1079“ в условиях сильного ветра, что является обычным в данной местности, и низкой температуры порядка 25—30 °C, Дятлов оказался в невыгодных условиях ночёвки и принял решение разбить палатку на склоне вершины „1079“ с тем, чтобы утром следующего дня, не теряя высоты, пройти к горе Отортен, до которой по прямой оставалось около 10 км».
— Постановление о прекращении уголовного дела (Уголовное дело, т. 1, л. 384—385)
Следствие не установило причины оставления туристами палатки, на загадочность которого указывал в радиограмме от 2 марта 1959 года руководитель поисков Е. П. Масленников:

«…главной загадкой трагедии остается выход всей группы из палатки. Единственная вещь, кроме ледоруба, найденная вне палатки, китайский фонарик на её крыше, подтверждает вероятность выхода одного одетого человека наружу, который дал какое-то основание всем остальным поспешно бросить палатку».
— Радиограммы (Уголовное дело, т. 1, л. 167)
В постановлении сделан вывод, что палатка была оставлена внезапно и одновременно всеми туристами, и что вниз по склону они двигались шагом, держась поблизости друг от друга:

«Расположение и наличие предметов в палатке (почти вся обувь, вся верхняя одежда, личные вещи и дневники) свидетельствовали о том, что палатка была оставлена внезапно одновременно всеми туристами, причём, как установлено в последующем криминалистической экспертизой, подветренная сторона палатки, куда туристы располагались головами, оказалась разрезана изнутри в двух местах, на участках, обеспечивающих свободный выход человека через эти разрезы.
Ниже палатки, на протяжении до 500 метров на снегу сохранились следы людей, идущих от палатки в долину и в лес. Следы хорошо сохранились и их насчитывалось 8—9 пар. Осмотр следов показал, что некоторые из них почти босой ногой оставлены (например, в одном х/б носке), другие имели типичное отображение валенка, ноги, обутой в мягкий носок, и т. п. Дорожки следов располагались близко одна к другой, сходились и вновь расходились недалеко одна от другой. Ближе к границе леса следы исчезли — оказались занесёнными снегом.
Ни в палатке, ни вблизи её не было обнаружено следов борьбы или присутствия других людей».
— Постановление о прекращении уголовного дела (Уголовное дело, т. 1, л. 385―386)
На движение туристов вниз по склону «нормальным шагом» обратил внимание и прокурор В. И. Темпалов, работавший на месте трагедии в первые дни:

«Внизу от палатки 50—60 от неё на склоне я обнаружил 8 пар следов людей, которые тщательно рассмотрел, но они были деформированые в виду ветров и колебания температуры. Девятого следа установить мне не удалось. и его не было. Следы мною сфотографированы. Они шли вниз от палатки. Следы показали мне что люди шли нормальным шагом вниз с горы. Следы были видны только на 50-метровом участке, дальше их не было, т-как чем ниже с горы, тем больше снега.»
— Допрос свидетеля Темпалова В. И. (уголовное дело, т. 1, л. 312). Сохранены орфография и пунктуация оригинала.
На основании изложенных в постановлении фактов был сделан вывод:

«Учитывая отсутствие на трупах наружных телесных повреждений и признаков борьбы, наличие всех ценностей группы, а также принимая во внимание заключение судебно-медицинской экспертизы о причинах смерти туристов, следует считать, что причиной гибели туристов явилась стихийная сила, преодолеть которую туристы были не в состоянии».
— Постановление о прекращении уголовного дела (Уголовное дело, т. 1, л. 387)
Таким образом, прокуратура не возложила ответственность за гибель туристов на конкретных лиц, однако бюро Свердловского горкома КПСС «за недостатки в организации туристской работы и слабый контроль» наказало в партийном порядке: директора УПИ Н. С. Сиунова, секретаря партбюро Ф. П. Заостровского, председателя профкома УПИ В. Е. Слободина, председателя городского союза добровольных спортивных обществ В. Ф. Курочкина и инспектора союза В. М. Уфимцева. Председатель правления спортклуба УПИ Л. С. Гордо был снят с работы.
О результатах следствия Иванов доложил второму секретарю Свердловского обкома КПСС А. Ф. Ештокину. По утверждению Иванова, Ештокин дал категорическое указание: «абсолютно всё засекретить, опечатать, сдать в спецчасть и забыть об этом». Ещё раньше на соблюдении секретности при расследовании настаивал первый секретарь обкома А. П. Кириленко. Дело было отправлено в Москву для проверки Прокуратурой РСФСР и возвращено в Свердловск 11 июля 1959 года. Заместитель прокурора РСФСР Ураков никакой новой информации не сообщил и не давал письменного указания засекретить дело. По распоряжению прокурора Свердловской области Н. Клинова дело какое-то время хранилось в секретном архиве (листы дела 370—377, содержащие результаты радиологической экспертизы, были сданы в особый сектор). В 1974 году дело передали в Государственный архив Свердловской области, где оно и находится в настоящее время.
Распространённое мнение, будто со всех участников поисков группы Дятлова была взята подписка о неразглашении увиденного в течение 25 лет, документально не подтверждено. В материалах уголовного дела хранятся лишь две подписки (Ю. Е. Ярового и Е. П. Масленникова) о неразглашении материалов предварительного следствия в соответствии со статьёй 96 УК РСФСР от 1926 года, действие которых прекратилось с прекращением уголовного дела.

### Результаты вскрытия
Судебно-медицинским исследованием тел всех погибших занимался судмедэксперт Свердловского областного бюро судебно-медицинской экспертизы (СОБСМЭ) Борис Алексеевич Возрождённый. В исследовании первых четырёх тел 4 марта 1959 года участвовал также судмедэксперт города Североуральска Юрий Иванович Лаптев, а в исследовании последних четырёх 9 мая 1959 года принимала участие эксперт-криминалист Генриетта Елисеевна Чуркина. Результаты исследований кратко представлены в нижеследующей таблице:
| Имя                 | Дата вскрытия | Причина смерти | Способствовавшие смерти факторы                                         | Прочее |
| ------------------- | ------------- | --- | ----------------------------------------------------------------------- | --- |
| Дорошенко Ю. Н.     | 4.03.1959     | Воздействие низкой температуры (замерзание) | -                                                                       | Осаднения, ссадины, кожные раны (получены как прижизненно, так и в агональном состоянии и посмертно)                                       |
| Дятлов И. А.        | 4.03.1959     | Воздействие низкой температуры (замерзание) | -                                                                       | Осаднения, ссадины, кожные раны (получены как прижизненно, так и в агональном состоянии и посмертно)                                       |
| Колмогорова З. А.   | 4.03.1959     | Воздействие низкой температуры (замерзание) | -                                                                       | Осаднения, ссадины, кожные раны (получены как прижизненно, так и в агональном состоянии и посмертно)                                       |
| Кривонищенко Г. А.  | 4.03.1959     | Воздействие низкой температуры (замерзание) | -                                                                       | Ожоги II—III степени от костра; осаднения, ссадины, кожные раны (получены как прижизненно, так и в агональном состоянии и посмертно)       |
| Слободин Р. В.      | 8.03.1959     | Воздействие низкой температуры (замерзание) | Закрытая черепно-мозговая травма (трещина лобной кости с левой стороны) | Расхождение швов черепа (посмертное); осаднения, ссадины, кожные раны (получены как прижизненно, так и в агональном состоянии и посмертно) |
| Дубинина Л. А.      | 9.05.1959     | Обширное кровоизлияние в правый желудочек сердца, множественный двусторонний перелом рёбер, обильное внутреннее кровотечение в грудную полость (причинены воздействием большой силы)              | -                                                                       | Телесные повреждения мягких тканей области головы и «банная кожа» конечностей (посмертные)                                                 |
| Золотарёв А. А.     | 9.05.1959     | Множественный перелом рёбер справа с внутренним кровотечением в плевральную полость (причинён воздействием большой силы)                                                                          | Воздействие низкой температуры                                          | Телесные повреждения мягких тканей области головы и «банная кожа» конечностей (посмертные)                                                 |
| Колеватов А. С.     | 9.05.1959     | Воздействие низкой температуры (замерзание) | -                                                                       | Телесные повреждения мягких тканей области головы и «банная кожа» конечностей (посмертные)                                                 |
| Тибо-Бриньоль Н. В. | 9.05.1959     | Закрытый многооскольчатый вдавленный перелом в области свода и основания черепа с обильным кровоизлиянием под мозговые оболочки и в вещество головного мозга (причинён воздействием большой силы) | Воздействие низкой температуры                                          | Телесные повреждения мягких тканей области головы и «банная кожа» конечностей (посмертные)                                                 |

Для первых пяти исследованных тел в заключениях судмедэкспертов указано время наступления смерти в течение 6—8 часов с момента последнего приёма пищи и отсутствие признаков употребления алкоголя.
Кроме того, 28 мая 1959 года судмедэксперт Б. А. Возрождённый был подвергнут допросу, в ходе которого ответил на вопросы о возможных обстоятельствах получения серьёзных травм, обнаруженных на трёх из найденных в ручье тел, и о возможной продолжительности жизни после получения таких травм. Из протокола допроса следует:
- Все травмы характеризуются Возрождённым как прижизненные и причинены воздействием большой силы, заведомо превышающей ту, которая возникает при падении с высоты собственного роста. В качестве примеров такой силы Возрождённый приводит воздействие движущегося с большой скоростью автомобиля с ударом и отбрасыванием тела и воздействие воздушной взрывной волны[Комм. 18].
- Черепно-мозговая травма Тибо-Бриньоля не могла быть получена вследствие удара камнем по голове, так как отсутствует повреждение мягких тканей.
- После получения травмы Тибо-Бриньоль находился в бессознательном состоянии и не мог самостоятельно передвигаться, но мог прожить до 2—3 часов.
- Дубинина могла прожить 10—20 минут после получения травмы, оставаясь при этом в сознании. Золотарёв мог прожить дольше.

Во время допроса Б. А. Возрождённый не располагал данными гистологических исследований, которые были закончены только 29 мая 1959 года.

### Сохранение и публикация уголовного дела
С 1974 года прекращённое уголовное дело о гибели тургруппы Дятлова хранится в архиве Свердловской области. По информации, полученной Е. В. Буяновым в прокуратуре Свердловской области, решение сохранить дело как «общественно значимое», вместо его уничтожения по сроку давности, принял Владислав Иванович Туйков. С оригиналами материалов ознакомилось небольшое число исследователей, в том числе десятый участник похода Юрий Юдин. В 2017 году материалы дела были опубликованы общественным фондом «Памяти группы Дятлова». Также с фотокопиями и текстами материалов дела можно ознакомиться на ряде интернет-ресурсов.

### Критика уголовного дела и работы следствия
После появления материалов дела в публичных источниках качество работы следствия неоднократно подвергалось критике.
Следователь Валерий Кудрявцев подверг критике недостаточное внимание следствия к деталям состояния палатки и вещей группы Дятлова (в условиях имевшего место вмешательства поисковиков) и к следам группы на склоне.
По оценке почётного сотрудника прокуратуры и Следственного комитета России, советника юстиции 3 класса и альпиниста Сергея Яковлевича Шкрябача, изучавшего дело о гибели тургруппы Дятлова в 2015 году по поручению Следственного комитета, «в 1959 г. расследование было проведено на низком (к сожалению, даже на дилетантском) уровне». По его мнению, Л. Н. Иванов и другие участники расследования не смогли произвести достаточно тщательного исследования обстоятельств происшествия, собрать и изучить необходимые объективные данные. Решение следствия назвать причиной гибели туристов стихийную силу Шкрябач охарактеризовал как «возможно интуитивно правильное, но необоснованное».
Судмедэксперт В. И. Лысый, кандидат медицинских наук и специалист в области исследования подвергшихся промерзанию трупов, считает ошибочными выводы Б. А. Возрождённого о прижизненности черепно-мозговых травм Слободина и Тибо-Бриньоля. По его мнению, обнаруженные Возрождённым повреждения черепов являются посмертными, возникшими вследствие оледенения мозга. Лысый полагает, что подобные диагностические ошибки в советской судебно-медицинской практике до 1972 года имели систематический характер.
Подвергается критике и само дело, хранящееся в архиве. Часто упоминается несоответствие даты на обложке дате постановления о возбуждении уголовного дела. Е. В. Буянов, ссылаясь на сведения из прокуратуры и архива Свердловской области, объясняет его ошибкой в дате одного из допросов (6 февраля вместо 6 марта), перенесённой на обложку папки согласно правилам датирования архивных документов. Некоторые исследователи считают подозрительным отсутствие на обложке и в сопутствующей переписке регистрационного номера дела, однако в ходе проверки дела Генпрокуратурой РФ выяснилось, что это было типично для прекращённых дел соответствующего периода. Бывший старший следователь Генпрокуратуры РФ Леонид Прошкин неоднократно высказывал предположение, что в областном архиве хранится «макет дела», а настоящие материалы расследования скрыты от исследователей в другом месте. Однако официальные ответы прокуратуры и управления ФСБ по Свердловской области отрицают наличие в их архивах дополнительных материалов по данному делу. С. Я. Шкрябач упомянул, что в ходе своего исследования изучил предоставленные Государственным архивом РФ рассекреченные материалы ЦК КПСС о проверке обстоятельств гибели тургруппы Дятлова, но не обнаружил в них информации, отличной от сведений из уголовного дела.

### Проверка дела Генеральной прокуратурой России
Обращения родственников погибших, общественных организаций и СМИ, не удовлетворённых результатами расследования 1959 года, побудили Генпрокуратуру России начать в сентябре 2018 года проверку уголовного дела о гибели группы Дятлова. 1 февраля 2019 года представитель ведомства Александр Куренной сообщил, что проверка подтвердила достоверность материалов уголовного дела. Не обнаружено никаких доказательств присутствия в деле криминальной составляющей, а наиболее вероятными прокуратура считает три версии природных причин происшествия: лавину, «снежную доску» и ураган.
4 февраля 2019 года в Екатеринбурге была проведена пресс-конференция, на которой начальник управления по надзору прокуратуры Свердловской области Андрей Курьяков демонстрировал материалы дела и давал к ним комментарии. Он заявил, что «развитие техники и технологий позволяет ответить на вопрос о причинах гибели группы». В марте 2019 года сотрудники прокуратуры и МЧС посетили место происшествия, после чего был организован надзорный эксперимент на местности со сходными параметрами на склоне Белой горы в окрестностях Нижнего Тагила. Собранные в ходе эксперимента данные планировалось использовать для ситуационной экспертизы. Планировались также повторная радиологическая экспертиза для уточнения сведений о радиоактивном заражении одежды погибших туристов и новая медицинская экспертиза с целью установить происхождение повреждений на их телах.
11 июля 2020 года стали известны выводы Генеральной прокуратуры по результатам проверки: первопричиной гибели группы Дятлова является лавина, из-за которой они покинули палатку, после чего не смогли вернуться к ней из-за плохой видимости и погибли в борьбе с тяжёлыми погодными условиями. Травмы Золотарёва, Дубининой и Тибо-Бриньоля объясняются сходом на них большой массы снега, которую они потревожили в попытке укрыться в вырытом углублении. Заместитель начальника управления Генпрокуратуры в УрФО Андрей Курьяков заявил, что проверка завершена, выводы являются окончательными и с точки зрения прокуратуры «вопрос закрыт».
Адвокат общественного фонда памяти группы Дятлова Евгений Черноусов от лица родственников погибших выразил несогласие с выводами Генпрокуратуры. По его мнению, причиной гибели группы является авария техногенного характера. Родственники нескольких погибших послали в Генпрокуратуру письмо с требованием пересмотра результата проверки. Они считают, что причиной гибели группы является авария ракеты, повлекшая выброс ядовитого облака. Письмо подписал также участник поисковой операции, ныне заслуженный путешественник России и член Академии инженерных наук им. А. М. Прохорова Пётр Иванович Бартоломей.

## Версии гибели группы
По различным подсчётам, существует от 75 до 100 и более версий гибели группы, которые можно разделить на три основные категории:

### Естественно-природные
Эта категория версий рассматривает в качестве причин происшествия сильные естественные воздействия природной среды и действия тургруппы Дятлова под давлением этих стихийных воздействий.

#### Сильный ветер
Эта версия высказывалась в ходе расследования местными жителями, рассматривали её и туристы-поисковики. Предполагалось, что кто-то из дятловцев вышел из палатки и был снесён ветром, остальные поспешили ему на помощь, разрезав палатку для скорейшего выхода, и также были увлечены ветром вниз по склону. Вскоре версия была отвергнута, так как поисковики сами испытали воздействие сильных ветров в окрестностях места происшествия и убедились, что при любом ветре остаётся возможность удержаться на склоне и вернуться в палатку.

#### Лавинно-холодовая
Версия, впервые выдвинутая в 1991 году участником поисков М. А. Аксельродом и поддержанная геологами И. Б. Поповым и Н. Н. Назаровым, а позже мастерами спорта по туризму Е. В. Буяновым и Б. Е. Слобцовым (также участником поисков). Суть версии в том, что на палатку сошла лавина, придавившая её значительным грузом снега, что и стало причиной срочной эвакуации туристов из палатки без тёплой одежды и снаряжения, после чего они погибли от холода. Высказывалось также предположение, что полученные частью туристов тяжёлые травмы причинены именно лавиной.
Вслед за своими предшественниками Е. В. Буянов считает, что одной из причин повышения лавинной опасности явилась «подрезка» снежного пласта на склоне при установке палатки. Буянов отмечает, что место происшествия относится к «континентальным внутренним районам с лавинами из перекристаллизованного снега». Ссылаясь на мнения нескольких экспертов и приводя примеры известных аварий подобного типа, он утверждает, что на палатку группы Дятлова мог сойти сравнительно небольшой, но опасный обвал пласта уплотнённого снега, так называемой «снежной доски». Буянов предполагает, что масса пришедшего в движение снежного пласта не превышала 10 тонн, поэтому предпочитает не использовать термин «лавина». Травмы некоторых туристов в его версии объясняются сдавливанием пострадавших между плотной снежной массой обвала и жёстким дном палатки. Йохан Гауме (Johan Gaume) из Федеральной политехнической школы Лозанны и Александр Пузрин (Alexander Puzrin) из Высшей технической школы Цюриха в рамках математического моделирования подтвердили возможность схода микролавины, достаточной для нанесения зафиксированных травм участникам тургруппы.
Версия о сравнительно небольшом, но опасном снежном оползне в качестве причины оставления палатки поддержана заключением криминалиста и альпиниста С. Я. Шкрябача. Он обращает внимание на описание состояния палатки в момент её обнаружения: со слов Слобцова и Шаравина, палатка была практически полностью завалена плотным снегом, из-под которого лишь на несколько сантиметров выступала передняя часть крыши, подпираемая единственной устоявшей стойкой из лыжной палки. Вертикально стоявшие рядом с палаткой лыжи, заснятые на документальных фотографиях, были установлены поисковиками уже после раскопки палатки. Согласно реконструкции Шкрябача, в условиях бурана масса снега на склоне стала критической ближе к ночи, когда туристы легли спать, и привела к сходу лавины «в виде оползня массой не менее нескольких тонн». В ночной темноте это вызвало панику, поспешное оставление палатки и отступление туристов вниз по склону. В отличие от других сторонников лавинно-холодовой версии, Шкрябач считает, что при эвакуации из палатки и спуске по склону к краю леса через каменную гряду туристы могли получить лишь лёгкие поверхностные ранения. Тяжёлые травмы Дубининой, Золотарёва и Тибо-Бриньоля эксперт полагает результатом того, что в попытке укрыться от штормового ветра в ложбине они провалились в промытую ручьём в толще снега полость и были придавлены рухнувшей снежной массой толщиной не менее 5 метров.
Противники лавинной версии указывают на то, что следы лавины или обвала «снежной доски» не были обнаружены участниками поисков, в число которых входили опытные альпинисты. Они отмечают, что заглублённые в снег для крепления палатки лыжные палки остались на месте, и ставят под сомнение возможность нанесения обнаруженных следствием разрезов изнутри заваленной снегом палатки. Отвергается «лавинное» происхождение тяжёлых травм троих человек при отсутствии следов воздействия лавины на других членов группы и непрочные предметы в палатке, а также возможность самостоятельного спуска травмированных либо транспортировки их уцелевшими товарищами от палатки к месту обнаружения тел. Наконец, отход группы из зоны лавинной опасности прямо вниз, а не поперёк склона, представляется грубой ошибкой, которую не могли бы совершить опытные туристы. Участник поисковых операций Сергей Согрин отрицал саму возможность лавины: «Зоны лавиносбора не было. Свежевыпавший снег там просто сдувает в долину. Ни о какой лавине речи быть не может».

#### Другие природные версии
Также существует ряд версий, объясняющих произошедшее столкновением с дикими животными (например, медведем-шатуном, лосем), воздействием редких и малоизученных природных явлений (зимней грозы, шаровой молнии, инфразвука). Имеется тенденция считать часть подобных версий «аномальными» и относить в один разряд с мистическими и фантастическими версиями.

### Криминальные и техногенно-криминальные
Общим для этой категории версий является наличие человеческого злого умысла, получающего выражение в убийстве тургруппы Дятлова и/или сокрытии сведений о воздействии на неё некоего техногенного фактора.

#### Криминальные версии
Кроме крайне сомнительных предположений о случайном отравлении тургруппы (некачественным спиртом или неким психотропным препаратом), к подкатегории криминальных версий относятся:

##### Нападение беглых заключённых
В постановлении о прекращении уголовного дела такая возможность не упомянута. Бывший следователь прокуратуры Ивделя В. И. Коротаев утверждает, что побегов в период происшествия не было.

##### Гибель от рук манси
Гипотеза нападения манси рассматривалась следствием и была отвергнута:

Произведённым расследованием не установлено присутствие 1 или 2 февраля 1959 г. в районе высоты «1079» других людей, кроме группы туристов Дятлова. Установлено также, что население народности манси, проживающее в 80—100 км от этого места, относится к русским дружелюбно — предоставляет туристам ночлег, оказывает им помощь и т. п. Место, где погибла группа, в зимнее время считается у манси непригодным для охоты и оленеводства.
— Постановление о прекращении уголовного дела (Уголовное дело, т. 1, л. 384-387)

##### Ссора между туристами
Существует версия, что причиной трагедии могла быть бытовая пьяная ссора или драка из-за девушек между участниками похода, приведшая к насильственным действиям и последующей трагедии. В материалах уголовного дела она не упоминается, однако участвовавший в поисках Юрий Яровой в своей художественной книге приводит её как высказанную прокурором.
Опытные туристы отвергают эту версию как в книге Ярового, так и в действительности. Против версии внутреннего конфликта высказался и эксперт по выживанию в экстремальных условиях В. Г. Волович.

##### Нападение браконьеров — сотрудников МВД
Согласно этой версии, дятловцы столкнулись с офицерами правоохранительной системы, занятыми браконьерством. Сотрудники МВД (вероятнее всего, Ивдельлага) из хулиганских побуждений напали на тургруппу, что привело к гибели туристов от травм и переохлаждения. Факт нападения впоследствии был успешно скрыт.
Противники данной версии указывают на то, что окрестности горы Холатчахль труднодоступны, непригодны для зимней охоты и потому не интересны браконьерам. Кроме того, ставится под сомнение возможность успешного сокрытия стычки с туристами в условиях начавшегося расследования их гибели.

##### «Контролируемая поставка»
Существует конспирологическая версия Алексея Ракитина, согласно которой несколько участников группы Дятлова были сотрудниками КГБ под прикрытием. Они должны были при встрече передать замаскированным под другую тургруппу иностранным агентам важную дезинформацию, касающуюся советских ядерных технологий, но те раскрыли этот план, либо нечаянно демаскировали себя и потому убили всех членов группы Дятлова.
Полковник советской внешней разведки в отставке Михаил Любимов скептически отозвался о данной версии, назвав её «детективным романом». Он отметил, что западные разведслужбы в 1950-е годы действительно интересовались секретами уральской промышленности и производили заброску агентов, но назвал неправдоподобными методы работы спецслужб, описываемые Ракитиным.

#### Техногенно-криминальные
Согласно некоторым версиям, группа Дятлова оказалась под ударом некоего испытываемого оружия: боеприпаса или ракеты нового типа. Считается, что это спровоцировало поспешное оставление палатки, а возможно и прямо способствовало гибели людей. В качестве возможных поражающих факторов упоминаются: компоненты ракетного топлива, воздействие ядерного или объёмного взрыва.
Екатеринбургский журналист А. И. Гущин опубликовал версию, что группа стала жертвой испытания бомбы, скорее всего нейтронной, после чего в целях сохранения государственной тайны была инсценирована смерть туристов в экстремальных естественных условиях.
Существуют версии, объясняющие происшествие лавиной, спровоцированной техногенным фактором (например, взрывом). Именно в этом направлении развивал «лавинную» версию её основоположник М. А. Аксельрод.
Виталий Волович высказал версию о внешнем факторе, оказавшем сильное влияние на психику туристов, в результате чего они временно лишились разума и покалечили себя или друг друга.
По мнению А. И. Ракитина, общим недостатком версий о каких-либо испытаниях в окрестностях места гибели группы Дятлова является то, что испытания новых систем вооружения бессмысленно проводить вне специально оборудованного полигона, позволяющего оценить их эффективность в сравнении с аналогами, выявить достоинства и недостатки. В период происшествия СССР поддерживал мораторий на ядерные испытания, нарушений которого западные наблюдатели не зафиксировали. По мнению Е. В. Буянова, ссылающегося на данные, полученные от А. Б. Железнякова, случайное попадание ракеты в район горы Холатчахль исключено. Все типы ракет соответствующего периода, включая проходившие испытания, либо не подходят по дальнобойности с учётом возможных точек запуска, либо не запускались в период 1—2 февраля 1959 года. Бывший начальник Главного штаба РВСН В. И. Есин подтвердил, что траектории баллистических ракет, проходивших испытания на полигонах Плесецк, Капустин Яр и Байконур, не пролегали вблизи перевала Дятлова, и попадание даже потерпевшей аварию ракеты в район перевала исключено.
Исследователь истории авиации Андрей Шепелев полагает, что причиной гибели группы Дятлова могла быть осветительная авиабомба, сброшенная американским разведывательным самолётом, совершившим вторжение в советское воздушное пространство. Рассекреченный документ подтверждает, что в первой половине 1959 года такой полёт был осуществлён в районе Нижней Салды. По мнению Шепелева, американский самолёт мог ночью сбросить осветительную бомбу, которая из-за горного рельефа взорвалась ближе к земле, чем рассчитывалось. Взрыв такой бомбы мог напугать туристов и заставить их покинуть палатку, после чего они замёрзли. Некоторые туристы могли также получить травмы непосредственно от взрыва.

### Мистические и фантастические
К этой категории относятся версии, использующие для объяснения происшествия факторы, существование которых не признаётся научным сообществом: паранормальные явления, инопланетные контакты, проклятия, нападение снежного человека, нечистой силы и т. п.

## Происшествие в контексте истории советского туризма
Трагедия дятловцев пришлась на последний период существования старой системы поддержки самодеятельного туризма, имевшей организационную форму комиссий при территориальных отделениях руководящей физической культурой и спортом организации. С января 1959 года такой организацией являлся Союз спортивных обществ и организаций СССР (ССОО). На предприятиях и в вузах существовали туристические секции, но это были разрозненные организации, слабо взаимодействующие друг с другом. С возрастанием популярности туризма стало очевидно, что такая система не может обеспечить достаточного уровня его безопасности. В 1959 году количество погибших туристов в целом по стране (учитывая и группу Дятлова) составило более 50. В следующем 1960 году число погибших туристов превысило 100 человек.
Первой реакцией властей была попытка запретить самодеятельный туризм, что и было сделано постановлением Секретариата ВЦСПС от 17 марта 1961 года, упразднившим федерации и секции туризма при добровольных советах ССОО. Но запретительная политика привела к негативным результатам: туризм перешёл в «дикое» состояние, подготовку и экипировку групп никто не контролировал, маршруты не согласовывались, за контрольными сроками следили только друзья и близкие. В 1961 году количество погибших туристов превысило 200 человек. Поскольку тургруппы не документировали свой состав и маршрут, иногда не было сведений ни о численности пропавших, ни о том, где их искать.
С постановлением Президиума ВЦСПС от 20 июля 1962 года «О дальнейшем развитии туризма» самодеятельный туризм вновь получил официальное признание. Его структуры были переданы в ведение ВЦСПС, вместо неэффективных комиссий при ССОО были созданы советы по туризму, организационная работа по поддержке туризма была во многом пересмотрена и реформирована. Началось создание клубов туристов по территориальному признаку. Эти меры позволили преодолеть кризис и обеспечить функционирование системы самодеятельного туризма на несколько десятилетий.
Перевод туризма в систему профсоюзов первоначально сопровождался отменой зачёта достижений туристов в виде спортивных разрядов и званий. В системе советов по туризму была создана своя классификация достижений: вместо спортивных разрядов вводились классификационные нормативы «Турист СССР» трёх степеней (с соответствующими наградными значками) и звание «Мастер туризма СССР». Данная система просуществовала недолго: в 1965 году туризм был восстановлен в Единой всесоюзной спортивной классификации.

## Эксплуатация трагедии
В начале XXI века вокруг трагедии был налажен бизнес, включающий в зимнее время лыжные походы на место гибели группы: экскурсантов на вездеходах доставляют в окрестности перевала Дятлова, откуда им предстоит пройти около 25 километров по заранее подготовленной лыжне. Перевал Дятлова, подобно «Бермудскому треугольнику», стал источником «неплохого заработка». Для повышения интереса потенциальных клиентов сочиняются легенды, связанные с потусторонними силами и теориями заговора. В начале 2010-х годов тур, включая доставку на вездеходе, обходился не менее чем в 24 тысячи рублей.
Завкафедрой радио и телевидения СПбГУ, кандидат искусствоведения С. Ильченко подверг резкой критике цикл статей и телепередач о гибели группы Дятлова, выпущенных весной 2013 года в газете «Комсомольская правда» и на одноимённом телеканале, а также на Первом канале. Он связал эту активность с выходом на российские экраны фильма Ренни Харлина «Тайна перевала Дятлова». Ильченко отметил, что публикации и телепрограммы не имеют ничего общего с жанром объективного журналистского расследования, выполнены в псевдосенсационном стиле, направлены на привлечение внимания и не брезгуют показом изуродованных человеческих тел. Также он упомянул низкий уровень аргументации высказываемых версий при игнорировании экспертных мнений и сделал заключение: «На наших глазах происходит явная подмена смыслов и фактов зрелищем и развлечением».
Кандидаты экономических наук Елизавета и Екатерина Агамировы рассматривают создание легенды вокруг гибели группы Дятлова как способ «искусственной мотивации» для привлечения туристов в регион, наряду с легендой о чудовище озера Лох-Несс.

## Гибель тургруппы Дятлова в литературе и искусстве

#### Документальная проза и публицистика
- Матвеева А. А. «Перевал Дятлова» (повесть). Журнальный вариант повести вышел в конце 2000 — начале 2001 года в журнале «Урал»[141][142]. Героиня повести изучает фрагменты материалов уголовного дела и других документов, рассматривает 16 версий происшествия, при этом даёт им собственные оценки правдоподобности (предпочитая конспирологические варианты). Затем автор, пользуясь художественностью произведения, вводит в повествование собственную версию, являющуюся вариантом «ракетной». Повесть вывела Анну Матвееву в финал «премии И. П. Белкина» 2001 года[143] и имела положительные отзывы литературных критиков, особо отметивших выигрышность использования документальной составляющей[144][145]. Повесть была впервые издана полностью в авторском сборнике «Па-де-труа»[146], впоследствии неоднократно переиздавалась.
- Буянов Е. В., Слобцов Б. Е. «Тайна гибели группы Дятлова». Позиционируется авторами как «документальное расследование»[147]. Первое издание в формате статьи в журнале «Уральский Следопыт» за январь 2009 года под названием «Тайна аварии группы Дятлова»[148]. Авторы стараются развить «лавинно-холодовую» версию происшествия[140] и приводят обширный фактический материал для её обоснования. Первое самостоятельное издание в 2011 году, неоднократно переиздавалась с исправлениями и дополнениями. В Интернете доступен вариант 2014 года с дополнительными иллюстрациями[149].
- Ракитин А. И. «Перевал Дятлова» (очерк). Впервые издан в 2013 году издательством «Кабинетный учёный»[150]. Автор придерживается оригинальной версии происшествия, согласно которой группа Дятлова погибла в результате конфликта интересов советских и американских спецслужб[140] (так называемая «контролируемая поставка»), и старается обосновать её, используя выдержки из материалов уголовного дела, других архивных источников, воспоминаний поисковиков и т. п. Книга стала предметом оживлённых дискуссий в интернет-сообществах, заинтересованных гибелью группы Дятлова. В том же году Алексей Ракитин «за документальную книгу „Перевал Дятлова“» был номинирован в шорт-лист премии «Сделано в России», учреждённой журналом «Сноб»[151]. В 2014 году вышло второе издание книги с исправлениями и дополнениями, в последующем оно переиздавалось на русском и немецком языках[150]. Содержание книги частично доступно в виде авторского интернет-издания «Смерть, идущая по следу…»[125][Комм. 22]
- Донни Эйчар. «Dead Mountain (Мёртвая гора)». Издана в 2013 году издательством «Chronicle Books», Сан-Франциско[153]. Автор высказывает версию, что на перевале Дятлова разразилась «идеальная буря», и созданные ею воздушные колебания вызвали у туристов безотчётную панику[140]. Книга получила ряд положительных критических отзывов, в том числе в издании «Booklist» Американской библиотечной ассоциации[153].
- Архипов О. Н. «Судмедэксперты в Деле группы Дятлова», Тюмень, издательство «Истина», 2015[140][154]. Автор, с опорой на документы и воспоминания современников, описывает личности задействованных в деле о гибели группы Дятлова в 1959 году судмедэкспертов, условия и методы их работы. В книге также впервые опубликованы выводы дополнительной судебно-медицинской экспертизы по материалам уголовного дела, проведённой в 2000 году.

#### Художественная литература
- Яровой Ю. Е. «Высшей категории трудности» (повесть). Впервые издана в 1966 году Средне-Уральским книжным издательством[120]. Журналист свердловской газеты «На смену!» Юрий Яровой — опытный турист и участник одной из поисковых групп — в художественной форме описывает события 1959 года. Он объясняет трагедию естественными причинами: ураганным ветром, сильной метелью и холодом, а также разделением группы. В книге Ярового погибает только командир группы Глеб Сосновский, остальным туристам удаётся выжить. Повесть была положительно оценена литературным обозревателем газеты «Уральский рабочий» Г. Ларионовым[155] и отмечена секретариатом правления Союза писателей РСФСР как одно из трёх основных произведений писателя[156].
- Точинов В. П. «Дорога к Мёртвой горе, или Снова о группе Дятлова» — роман-расследование, опубликованный в 2021 году; в беллетристической форме изложена оригинальная авторская версия. Повествование построено по канонам детектива, писатель попытался раскрыть личности погибших туристов, характер их взаимоотношений до выхода в поход. Согласно мнению писателя, причина гибели тургруппы носила криминальный характер: дятловцы случайно обнаружили «левый» золотой рудник или рыбную артель, руководители которой устроили «зачистку»[157][158][159].

### Кинематограф и телевидение
В список вносятся фильмы и телепередачи, в которых происшествие на перевале Дятлова является главной темой произведения, при наличии авторитетных профильных наград или критических отзывов.

#### Художественные фильмы и сериалы
- «Ветер, скалы и снег» — короткометражный фильм-реквием в память группы Дятлова, созданный в 1970 году любительской киностудией Научно-исследовательского института измерительной техники (Челябинск) под руководством Евгения Садакова[160]. В 1972 году на пятом Всесоюзном смотре самодеятельного киноискусства в Москве фильм был награждён дипломом III степени[161]. Также фильм отмечен дипломом первого Межреспубликанского фестиваля любительских фильмов по туризму (1978 год, Рига)[162].
- «Тайна перевала Дятлова» (англ. The Dyatlov Pass Incident) — фантастический триллер Ренни Харлина, вышел 28 февраля 2013 года[163]. Основанный на книге Алана К. Бейкера (англ. Alan K. Baker)[138][164] фильм снят в псевдодокументальном стиле и рассказывает о современной американской экспедиции на перевал Дятлова[165]. Появление фильма на российских экранах вызвало всплеск интереса к происшествию на перевале Дятлова в российских СМИ[138]. На Невшательском международном фестивале фантастических фильмов[англ.] он был отмечен номинацией в категории «лучший полнометражный фильм» и наградой от компании «Titra Film»[166].
- «Перевал Дятлова» — восьмисерийный телесериал российской кинокомпании «1-2-3 Production»[167] по мотивам реальных событий, сочетающий элементы фантастического триллера, мистического детектива и ностальгической драмы. Сюжет построен на чередовании серий о расследовании гибели туристической группы с сериями, реконструирующими события во время её похода. По мнению кинокритика Егора Москвитина, «Перевал Дятлова», вероятно, является «одним из главных российских сериалов» 2020 года[168]. Сериал входил в конкурсную программу Женевского кинофестиваля[англ.][169]. Российская премьера состоялась 16 ноября 2020 года на телеканале ТНТ и видеосервисе Premier.

### Игры
- Kholat — компьютерная игра в жанре survival horror, разработанная польской студией IMGN.pro и выпущенная в 2015 году[170].

## Память

Мемориальная табличка в память о погибших туристах, установленная в 1963 году.
У Кривонищенко указан инициал «Ю», хотя его настоящее имя Георгий.

- Расположенный неподалёку от места гибели туристов перевал назван перевалом Группы Дятлова, в кратком варианте — перевал Дятлова[171].
- На каменном останце близ перевала Дятлова экспедицией 1963 года установлена мемориальная доска в память о погибших. В 1989 году там установлена ещё одна мемориальная доска[172].
- Летом 2012 года на останце закреплены три пластины с изображением публикаций о дятловцах на страницах журнала «Уральский следопыт»[173].
- Летом 2021 года на склоне горы Холатчахль в 50 метрах от места, где была обнаружена палатка, установлен мемориал из композитных материалов. Скульптура работы Григория Масленникова изображает четырёх человек, где каждый символизирует одну из версий происшествия[174][175].

## Комментарии
1. ↑  Направление сохранившейся ко времени поисков лыжни указывает, что группа Дятлова через этот перевал не проходила, а поднялась на склон горы Холатчахль в 500—600 метрах западнее[1].
2. ↑  Настоящее имя Золотарёва — Семён, но сам он просил называть его Сашей[9] и поэтому фигурирует под именем Александр во многих воспоминаниях и документах.
3. 1 2  Настоящее имя Георгий, друзья обычно называли Юрой.
4. ↑  Ударение указано согласно произношению Бориса Владимировича Слободина, старшего брата Рустема[11].
5. ↑  Фамилия Тибо́-Бриньо́ль французского происхождения. Друзья обычно сокращали сложную фамилию Николая до «Ти́бо» (с ударением на первый слог).
6. 1 2  Преодолеваемую исключительно собственными силами.
7. ↑  61°29′45″ с. ш. 60°03′45″ в. д.HGЯO, бараки 41 квартала[30]
8. ↑  61°38′ с. ш. 59°59′ в. д.HGЯO, Второй Северный[32]
9. ↑  На более поздних картах для неё указана высота 1096,7 м[36].
10. 1 2  Так туристы, а вслед за ними и работники следствия называли временный склад части продуктов и вещей, оставляемых в таком месте маршрута, куда группа планировала выйти повторно. «Лабаз» группы Дятлова был не постройкой, а ямой, выкопанной в снегу[37] и надёжно укрытой сверху.
11. ↑  В графе «Фамилия, имя и отчество» протокола его допроса фамилия записана именно как Чернышов[41]. Однако в том же протоколе и других документах уголовного дела встречается также написание Чернышев.
12. ↑  Лист карты P-40-95,96 Второй  Северный. Масштаб: 1 : 100 000. Издание 1979 г.; в 1959 году была известна как «высота 910».
13. ↑  В уголовном деле эти сообщения и зарисовки отсутствуют и не упоминаются.
14. ↑  Изъятые листы были возвращены в дело при его передаче в архив Свердловской области[64].
15. ↑  В архивной папке с уголовным делом описанные в постановлении снимки отсутствуют.
16. ↑  Очевидно, метров.
17. ↑  Вопреки распространённому в литературе заблуждению, это не отец погибшего Рустема Слободина, а однофамилец[11].
18. ↑  Экспертиза по материалам уголовного дела, выполненная СОБСМЭ в 2000 году, не усмотрела в описании травм Тибо-Бриньоля, Дубининой, Золотарёва и Слободина признаков воздействия взрыва или ударной волны[79].
19. ↑  Например, материалы дела выложены здесь
20. ↑  В отношении Слободина аналогичное заключение сделано экспертизой по материалам уголовного дела, выполненной СОБСМЭ в 2000 году[87].
21. ↑  Формально к лавинам относятся подвижки снега объёмом не менее 10 м³ на перепаде высот не менее 10 м[111].
22. ↑  Текст интернет-версии не содержит поправок, внесённых Ракитиным в последующие книжные издания. Кроме того, некоторые фактические сведения в ней сознательно искажены в целях защиты авторских прав[152].